# MPBSZ Akadémia
Az MPBSZ Utánpótlás Akadémia hivatalos nevén Magyar Paintball Szövetség Utánpótlás Akadémiája 2011. október 1-jén alakult. Az első paintball csapatot, mely az Utánpótlás Akadémiából nőtte ki magát Ludas Viktor és az MPBSZ alapította. Az MPBSZ Utánpótlás Akadémia rendszeres edzéslehetőséget biztosít minden érdeklődő kezdő játékosnak.

## Az MPBSZ Utánpótlás Akadémia céljai
- A paintballsport népszerűsítése nem csak a fiatalok körében.
- Utánpótlás nevelés.
- Kezdő játékosok felkészítése az MPL versenysorozatban való tisztes helytállásra.
- Kezdő játékosok integrációja, új csapatok létrehozása.
- Tehetséges játékosok nemzetközi szintű menedzsmentje, képességeik fejlesztése.

## Eddigi eredmények
Létrejött az MPBSZ Utánpótlás Akadémia csapata, amit teljesen kezdő játékosok alkotnak, akik rendszeresen részt vesznek az edzéseken. Mivel az Akadémia kerete egyre bővül, ezért több csapat is igénybe veszi az Akadémia segítségét kölcsönjátékosok formájában. Az edzéseknek a KAC pálya ad majd otthont. 
Az első MPBSZ Utánpótlás csapata kivált az MPBSZ köteléke alól, és új néven, új felállásban próbál sikereket elérni. Sok sikert nekik! Folyamatosan szerveződnek az új MPBSZ Utánpótlás csapatai, csatlakozz Te is!

## Szponzoráció
Az Akadémiához csatlakozó játékosok széles körű szponzorációban részesülnek. Egyrészt használatra kapnak versenyfelszerelést másrészt egyéb anyagi juttatásokban részesülnek.

### Festéket a munkáért program
A program célja, hogy azon játékosok számára biztosítson anyagi forrást, akiknek a programban való részvétel nélkül nem lenne lehetőségük aktívan versenyezni. A program célja továbbá, hogy olyan kompetens munkaerőt biztosítsanak a játszatóhelyek számára, akik kellően motiváltak ahhoz, hogy munkájukat nem pusztán kifogástalanul végezzék, hanem a paintballt is népszerűsítsék.

## Versenyek és eredmények
Az MPBSZ Utánpótlás Akadémia játékosai a Magyar Paintball Liga fordulóin és egyéb versenyeken vesznek részt.